# Diplazon tetragonus
Diplazon tetragonus är en stekelart som först beskrevs av Carl Peter Thunberg 1822.  Diplazon tetragonus ingår i släktet Diplazon och familjen brokparasitsteklar. Arten är reproducerande i Sverige. Utöver nominatformen finns också underarten D. t. delhius.